# Hondón de los Frailes
Hondón de los Frailes – gmina w Hiszpanii, w prowincji Alicante, we wspólnocie autonomicznej Walencja, o powierzchni 12,55 km². W 2011 roku liczyła 1238 mieszkańców.